# 문주르두더지쥐
문주르두더지쥐(Spalax munzuri)는 소경쥐과에 속하는 설치류의 일종이다. 터키의 토착종이다. 모식 산지는 툰젤리주 페티예 근처의 사리토순(Saritosun)이다. 보통 크기의 설치류로 전체 몸길이가 198.5mm이고 평균 몸무게는 210g이다. 일반명과 학명의 종소명은 문주르산맥의 이름에서 유래했다.